# Staurastrum polytrichum
Staurastrum polytrichum  là một loài Song tinh tảo trong họ Desmidiaceae, thuộc chi Staurastrum.